# Mezinárodní organizace pro migraci

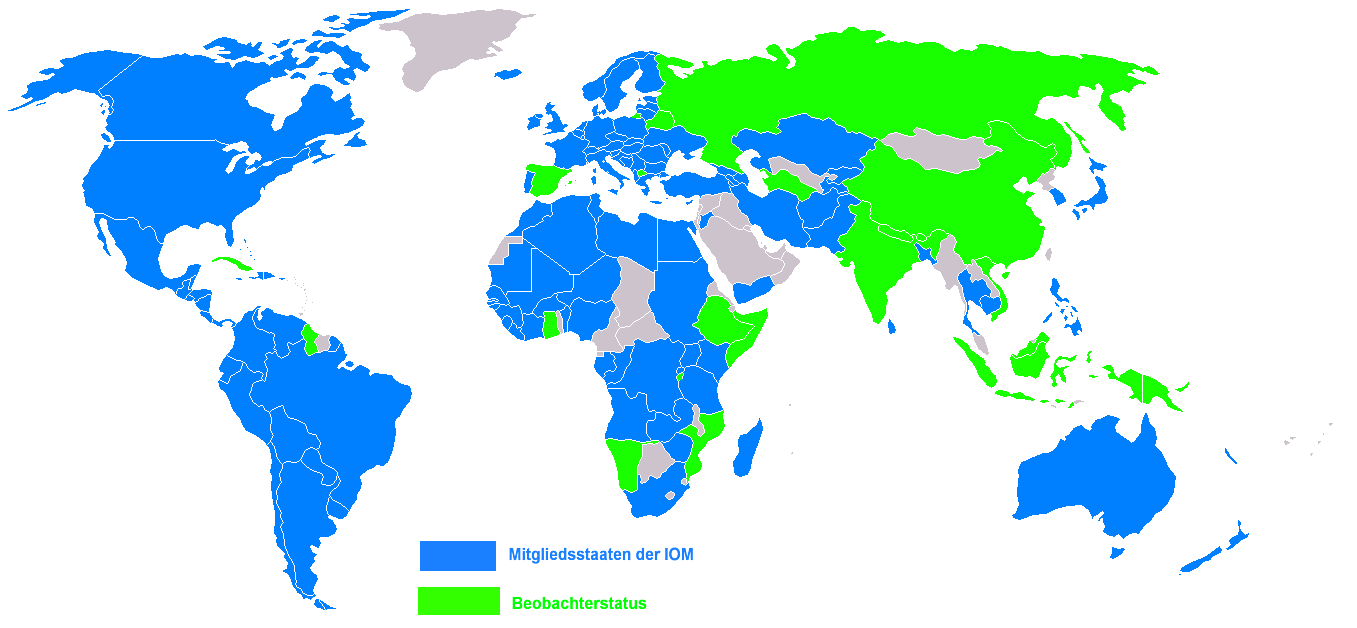
Členské státy (modře) a pozorovatelé (zeleně)

Mezinárodní organizace pro migraci (zkratka OIM z francouzského a španělského názvu, zkratka IOM z anglického názvu) je mezivládní organizace s hlavním sídlem v Ženevě ve Švýcarsku, která se zabývá pomocí s migrací.
Členem je přes 160 států, status pozorovatelů má dalších devět. Rozpočet organizace byl v roce 2013 1,6 miliardy amerických dolarů a měla přibližně 8400 zaměstnanců. Česká republika je členem od 18. listopadu 1995, organizace zde působí od roku 1998.

## Dějiny
Dějiny organizace začaly v roce 1951, kdy se jmenovala Provizorní mezivládní výbor pro evropské migrační trendy (anglicky Provisional Intergovernmental Committee for the Movement of Migrants from Europe) a zabývala se zejména masivním pohybem obyvatelstva v důsledku dozvuků druhé světové války. Hned v roce 1952 se změnila na Mezivládní výbor pro evropskou migraci (Intergovernmental Committee for European Migration), pak v roce 1980 na Mezinárodní výbor pro migraci (Intergovernmental Committee for Migration) a konečně v roce 1989 na Mezinárodní organizaci pro migraci.
Mezitím pomáhala migrantům a uprchlíkům v řadě případů, například po Maďarském povstání v roce 1956, po invazi vojsk Varšavské smlouvy do Československa v roce 1968 nebo po puči v Chile roku 1973. Časem se začala věnovat migraci z důvodů přírodních katastrof, například po zemětřesení v Kašmíru v roce 2005 nebo po zemětřesení na Haiti v roce 2010.